# Riserva naturale di Tuscania
La riserva naturale di Tuscania è un'area naturale protetta situata nel comune di Tuscania, in provincia di Viterbo. La riserva occupa una superficie di 1.901 ettari ed è stata istituita nel 1997.

## Territorio
La riserva si sviluppa su un'area collinare a vocazione agricola, tra i 224 m s.l.m. di San Savino, a nord, e i 30–40 m s.l.m. del fiume Marta, che taglia in due la riserva. Il territorio è quello caratteristico della Maremma laziale, della Maremma litoranea e dell'Etruria viterbese. Più del 60% del territorio è coltivato e scandito da oliveti e terreni atti alla semina. La ricca area archeologica di Tuscania è interna alla riserva.

## SIC
All'interno della Riserva sono stati individuati ben due siti di interesse comunitario:
- il SIC IT6010020 - Fiume Marta (alto corso)
- il SIC IT60100036 - Sughereta di Tuscania

## Comuni
Tuscania

## Fauna

### Ittiofauna
Nel fiume Marta, oltre a specie comuni come il cavedano, troviamo: la lampreda di ruscello, l'cheppia, il barbo e il ghiozzo di ruscello, la rovella, il vairone. Queste specie sono considerate di interesse comunitario e per questo è stata voluta la tutela dell'alto corso del Marta.

### Avifauna
Nei pressi del fiume sono presenti il pendolino europeo (Remiz pendolinus), il martin pescatore (Alcedo atthis) e l'usignolo di fiume (Cettia cetti), mentre nelle zone più agricole che si incontrano verso valle si trovano l'allodola (Alauda arvensis), l'allocco (Strix aluco), l'albanella minore (Circus pygarcus), la quaglia (Coturnix coturnix), la ghiandaia marina (Coracias garrulus), il rigogolo (Rigogolus canorus), la calandra (Melanocorypha calandra), la cappellaccia (Galerida cristata).
Tra i rapaci ricordiamo il lodolaio (Falco subbuteo), il gheppio (Falco tinnunculus) e lo sparviero (Accipiter nisus).

## Flora
Lungo l'alto corso del fiume si sviluppa la flora igrofila e ripariale: sono presenti il pioppo, l'ontano, il salice e ampie zone a canneto. Presso alcune sorgenti si trova la rara felce detta capel Venere (Adiantum capillus-veneris) e il sambuco.
Lungo il basso corso, e quindi scendendo di quota, troviamo cerri, lecci, lentischi, carpini, roverelle, aceri, frassini e cornioli.
La sughereta è tutelata come SIC.